# Film in 1932
Dit artikel gaat over de film in het jaar 1932.

## Gebeurtenissen
- Shirley Temple's filmcarrière begint.
- Disney brengt zijn eerste technicolorfilm Flowers and Trees uit.

## Academy Awards
5de Oscaruitreiking:
- Beste Film: Grand Hotel (MGM)
- Beste Acteur: Wallace Beery in The Champ en Fredric March in Dr. Jekyll and Mr. Hyde
- Beste Actrice: Helen Hayes in The Sin of Madelon Claudet
- Beste Regisseur: Frank Borzage voor Bad Girl

## Lijst van films
- 20,000 Years in Sing Sing
- American Madness
- As You Desire Me
- Back Street
- The Beast of the City
- The Big Broadcast
- Big City Blues
- The Big Stampede
- A Bill of Divorcement
- Bird of Paradise
- Das blaue Licht
- Blonde Venus
- Blondie of the Follies
- Boudu sauvé des eaux
- Broken Lullaby
- Call Her Savage
- De Club van de Zwarte Pijl
- The Dark Horse
- The Dentist
- Destry Rides Again
- Downstairs
- Emma
- A Farewell to Arms
- Flowers and Trees
- Freaks
- Grand Hotel
- Hell's House
- Helpmates
- Hidden Gold
- Hollywood on Parade No.5
- Horse Feathers
- I Am a Fugitive from a Chain Gang
- If I Had a Million
- Kenteringen
- The Kid from Spain
- Kuhle Wampe
- Letty Lynton
- The Lodger
- Love Me Tonight
- The Man Who Played God
- The Mask of Fu Manchu
- Me and My Gal
- The Menace
- Merrily We Go to Hell
- The Most Dangerous Game
- The Mouthpiece
- Movie Crazy
- The Mummy
- Murders in the Rue Morgue
- The Music Box
- No Man of Her Own
- The Old Dark House
- One Hour with You
- One Way Passage
- Pack Up Your Troubles
- Polly of the Circus
- Prosperity
- Rain
- Rasputin and the Empress
- Red Dust
- Red-Headed Woman
- The Rich Are Always with Us
- Le sang d'un poète
- Scarface
- Shanghai Express
- The Sign of the Cross
- Smilin' Through
- So Big!
- Strange Interlude
- Tarzan the Ape Man
- Terra Nova
- Tess of the Storm Country
- The Texas Bad Man
- Three on a Match
- Three Wise Girls
- Tiger Shark
- Trouble in Paradise
- Two Seconds
- Unheimliche Geschichten
- Unmögliche Liebe
- Vampyr
- What Price Hollywood?
- White Zombie

## Geboren
| Datum                | Naam              | Beroep           |
| -------------------- | ----------------- | ---------------- |
| 3 januari            | Dabney Coleman    | Acteur           |
| 4 januari            | Carlos Saura      | Regisseur        |
| 6 februari († 1984)  | François Truffaut | Regisseur        |
| 13 februari († 1990) | Susan Oliver      | Actrice / Pilote |
| 18 februari († 2018) | Miloš Forman      | Regisseur        |
| 27 februari († 2011) | Elizabeth Taylor  | Actrice          |
| 4 april († 1986)     | Andrej Tarkovski  | Regisseur        |
| 10 april († 1990)    | Delphine Seyrig   | Actrice          |
| 2 augustus († 2013)  | Peter O'Toole     | Acteur           |

## Overleden
| Datum       | Naam          | Leeftijd | Beroep                            |
| ----------- | ------------- | -------- | --------------------------------- |
| 1 september | Peg Entwistle | 24       | Actrice                           |
| 5 september | Paul Bern     | 42       | Regisseur / Producent / Schrijver |
| 2 november  | Evelyn Preer  | 36       | Actrice / Zangeres                |

1870-1879 · 1880-1889 · 1890 · 1891 · 1892 · 1893 · 1894 · 1895 · 1896 · 1897 · 1898 · 1899 · 1900 · 1901 · 1902 · 1903 · 1904 · 1905 · 1906 · 1907 · 1908 · 1909 · 1910 · 1911 · 1912 · 1913 · 1914 · 1915 · 1916 · 1917 · 1918 · 1919 · 1920 · 1921 · 1922 · 1923 · 1924 · 1925 · 1926 · 1927 · 1928 · 1929 · 1930 · 1931 · 1932 · 1933 · 1934 · 1935 · 1936 · 1937 · 1938 · 1939 · 1940 · 1941 · 1942 · 1943 · 1944 · 1945 · 1946 · 1947 · 1948 · 1949 · 1950 · 1951 · 1952 · 1953 · 1954 · 1955 · 1956 · 1957 · 1958 · 1959 · 1960 · 1961 · 1962 · 1963 · 1964 · 1965 · 1966 · 1967 · 1968 · 1969 · 1970 · 1971 · 1972 · 1973 · 1974 · 1975 · 1976 · 1977 · 1978 · 1979 · 1980 · 1981 · 1982 · 1983 · 1984 · 1985 · 1986 · 1987 · 1988 · 1989 · 1990 · 1991 · 1992 · 1993 · 1994 · 1995 · 1996 · 1997 · 1998 · 1999 · 2000 · 2001 · 2002 · 2003 · 2004 · 2005 · 2006 · 2007 · 2008 · 2009 · 2010 · 2011 · 2012 · 2013 · 2014 · 2015 · 2016 · 2017 · 2018 · 2019 · 2020 · 2021 · 2022 · 2023 · 2024 · 2025